# Horst Kohl
Pour les articles homonymes, voir Kohl.
Horst Ernst Arminius Kohl (né le 19 mai 1855 à Waldheim et décédé le 2 mai 1917 à Leipzig) est un historien et un pédagogue allemand.

## Biographie
Horst Kohl fréquente le Gymnasium de Zwickau de 1868 à 1872. À partir de 1876, il étudie la philologie et l'histoire à l'université de Leipzig puis à Berlin. Il devient professeur au Gymnasium à Chemnitz. En 1903, il mute et arrive au Gymnasium Königin-Carola de Leipzig. Il y participe au conseil d'administration puis en devient sous-directeur.
En tant qu'historien il s'intéresse à ses contemporains et en particulier à Otto von Bismarck. Il publie plusieurs fois à son sujet.

## Distinction
Une rue de Berlin porte son nom.

## Œuvre
- (de) Die Reden des Abgeordneten von Bismarck-Schönhausen. 1847-1852, Stuttgart, Cott, 1892
- (de) Denkwürdige Tage aus dem Leben des Fürsten Bismarck. Eine Zeittafel zur Geschichte des ersten deutschen Reichskanzlers, Leipzig, Pahl'sche Buchhandlung, 1898
- (de) Wegweiser durch Bismarcks Gedanken und Erinnerungen, Leipzig, Göschensche Verlagsbuchhandlung, 1899
- (de) Thomas Plattner. Ein Lebensbild aus dem Jahrhundert der reformation, Leipzig, Voigtländer, 1912
- (de) Briefe des Generals Leopold von Gerlach an Otto von Bismarck, Stuttgart, Cotta, 1912
- (de) Der Untergang des alten Preußen (Jena und Auerstedt).Quellenberichte, Leipzig, Voigtländer, 1913